# Jaroslav Foglar
Jaroslav Foglar (Praga, 6 de julio de 1907 – Ibidem, 23 de enero de 1999) fue un escritor checo, sobre todo de la literatura para los jóvenes, redactor de varias revistas para chicos y educador experiencial. También fue un miembro importante del Movimiento Scout. Con su apodo de «Halcón» lideró durante gran parte de su vida a un grupo de muchachos llamado Pražská Dvojka («El Dos de Praga»). Sus obras probablemente más conocidas tratan de un club de chicos llamado Rychlé Šípy («Las Flechas Rápidas»).

## Vida

### Infancia y juventud
Foglar nació en la Ciudad Nueva de Praga, pero su familia se mudó pronto al campo, primero a un pueblo llamado Předlice y después a la Ciudad de Poděbrady. En 17 de julio de 1911, cuando tenía cuatro aňos, su padre murió de enfermedad cardíaca. Desde aquel momento siguió viviendo solo con su madre y con su hermano mayor, Zdeněk.
En 1914, la seňora Foglar se mudó con sus dos hijos de nuevo a Praga, esta vez a la calle Korunní en la parte de Vinohrady. Aproximadamente durante 1919/1920, Foglar visitó por primera vez un grupo de scouts con uno de sus amigos porque creían que podrían viajar gratis a Inglaterra con él. Pronto se dieron cuenta de que sus informaciones habían sido incorrectas, pero a la vez obtuvieron la invitación al grupo. Empezaron a visitar las reuniones y a participar en las expediciones al campo. Durante una de estas acciones Jaroslav se resfrió y su madre le prohibió continuar con el escultismo.
En 1923, él y su hermano fueron admitidos a un club de scouts llamado «Halcones», lo que también dio origen a su apodo, y en 1924 (ya casi adulto) cambió este grupo por otro, que en 1925 se unificó con un grupo muy conocido, Pražská Dvojka.
En un campamento de los scouts en 1925 visitó por primera vez la «Bahía Solar», un lugar en la orilla del río Sázava, que después aparece en algunos de sus libros más famosos.

### Primeros éxitos editoriales
Su primera publicación documentada es un cuento llamado Vítězství («Victoria») del año 1923. Desde que empezó a participar en el Movimiento Scout, tuvo también la intención creciente de escribir algo comprensible y legible que pudiera propagarlo un poco. Logró hacerlo a mediados de los años 30, en 1934, cuando escribió su primer libro llamado Přístav volá («El Puerto te llama»). En la segunda mitad de los años 30 también empezó a participar como un redactor externo en la redacción de Mladý Hlasatel («El Joven Heraldo»), una nueva revista sobre todo para muchachos dirigida por la editorial Melantrich.
En 1938 fue publicada la primera edición de uno de sus libros más famosos, Hoši od Bobří řeky («Los muchachos del Río de los castores»). Desde el noviembre de 1938 en Mladý Hlasatel empezó a publicarse también quizás su obra más conocida, el cómics titulado Rychlé šípy.

### La Segunda Guerra Mundial
Durante la Segunda Guerra Mundial, Checoslovaquia estuvo ocupada por los nazis, los que también cambiaron su nombre al Protectorado de Bohemia y Moravia. El escultismo fue prohibido, por tanto el Joven Heraldo y la actividad editorial de Foglar llegó a ser muy limitada.

### Dificultades durante los gobiernos comunistas
En el año 1948, gracias al hecho de que los honorarios de sus publicaciones fueron bastante altos, Foglar tenía la intención de ser un escritor independiente; sin embargo, el gobierno comunista (establecido justamente en 1948) le obligó a hacer el trabajo de tutor de los aprendices. El escultismo, una vez renovado después de la guerra, fue disuelto otra vez por el Partido Comunista; pero Foglar, como mantenía unas relaciones bastante buenas con los comunistas, podía seguir dirigiendo su grupo de chicos, solamente con otro encabezamiento – el de un Club de Senderismo.
En los años 50, Foglar no publicó casi nada. Después de varios interrogatorios en la StB («La Seguridad Nacional», un órgano comunista con función de control que mantenía el poder de la policía en Checoslovaquia) firmó un acuerdo de cooperación y se hizo su colaborador. Sin embargo, después de escribir unos pocos avisos en los que trataba de no perjudicar a nadie, en 1956 mandó una carta al «oficial de control», en la que escribió desesperadamente que no podía hacer un trabajo como este. Asombrosamente, después de recibir esta carta, la StB realmente depuso su expediente y dejó de cooperar con él.
A principios de los años 60 empezó a cooperar con varias revistas para chicos y publicar otra vez; poco a poco se hizo realmente un escritor independiente. En 1965, después de una pausa bastante larga, apareció un nuevo libro suyo llamado Tajemná Řásnovka («La Misteriosa calle de Řásnovka», título inspirado por una calle que realmente existe en Praga), que había empezado a escribir ya durante los años del Protectorado. En una revista de Ostrava también comenzaron a publicarse nuevas historias de Rychlé Šípy.
Después de la invasión y ocupación de Checoslovaquia por los Estados del Pacto de Varsovia en 1968, la publicación de las obras de Foglar fue limitada al mínimo otra vez. En los años 70 publicaba solo ocasionalmente y se dedicaba principalmente al trabajo con su grupo de scouts.

### Después de 1989

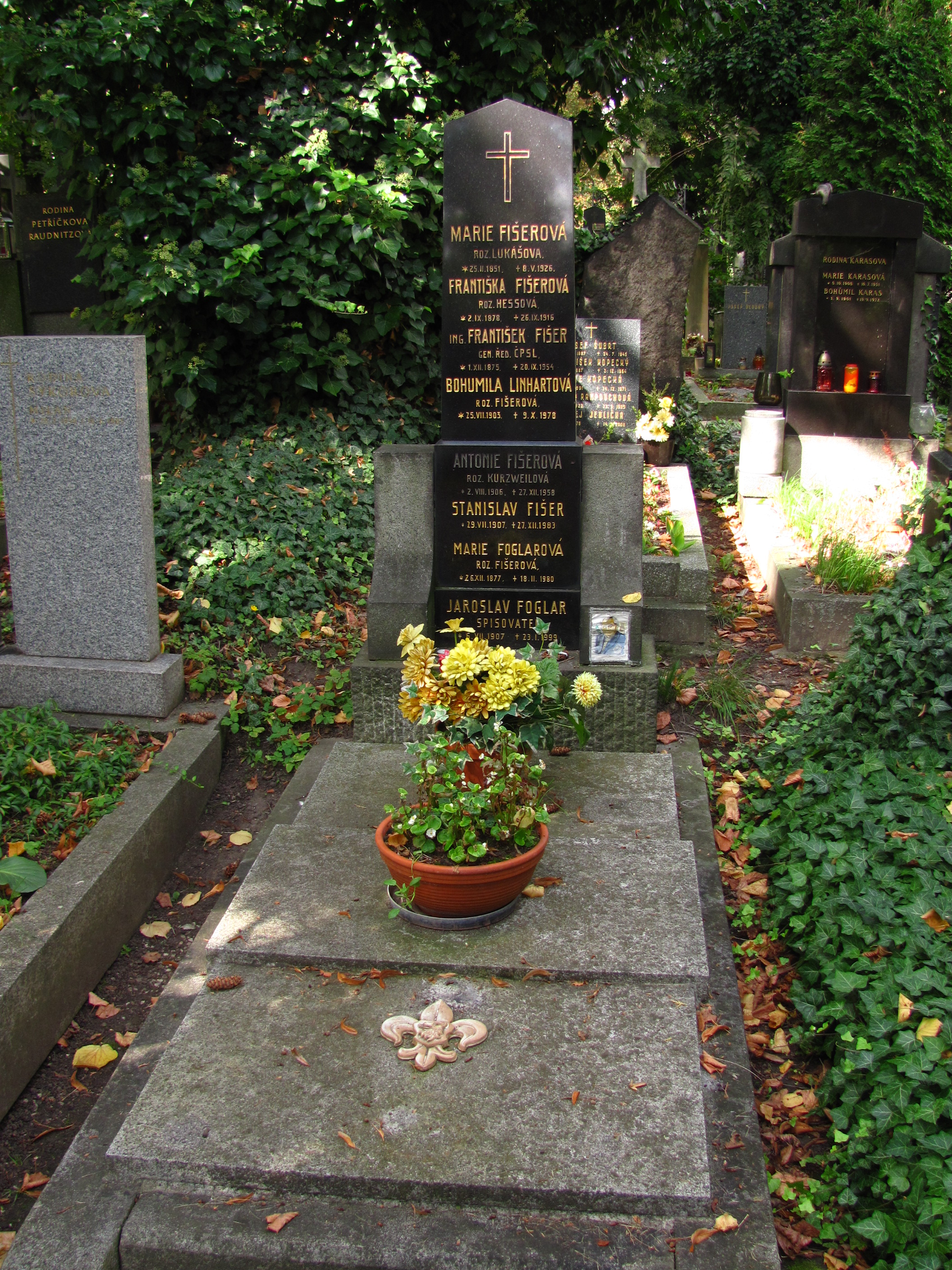
Tumba de Jaroslav Foglar

La Revolución de Terciopelo cambió totalmente las condiciones. Gracias al establecimiento de la democracia, Foglar ahora podía publicar libremente todo lo que quería y se le abrió el camino al público de lectores. Con la editorial Olympia empezó a publicar varios de sus libros anteriores en ediciones muy extensas. La atmósfera posrevolucionaria llevó consigo una gran animación de interés por su obra – y también le trajo algo como satisfacción ciudadana.
En 18 de noviembre de 1992 fue atacado por dos aprendices que querían robarle dinero, pero, afortunadamente, sus vecinos le ayudaron a tiempo. Este hecho levantó una serie de proyectos contra la delincuencia infantil, dirigidos o iniciados por la Asociación de los Amigos de Jaroslav Foglar.
El final de su vida estuvo relacionado con una actividad creciente de algunos de sus simpatizantes. Fue publicada la decimoquinta edición de Hoši od Bobří řeky y en 1998, la editorial Olympia publicó la primera edición completa de Rychlé Šípy con todas las historias existentes en un libro.
Jaroslav Foglar murió el 23 de noviembre de 1999 en el Hospital de Thomayer en Praga, a sus 91 años. Está enterrado en el cementerio de Vinohrady, en Praga.

## La repercusión de la obra de Foglar
Su obra influyó en una gran parte de la población checoslovaca y dio origen a un específico tipo de subcultura. Durante todos los regímenes tenía un gran número de amigos y seguidores, pero aparecían también sus críticos, e incluso enemigos. Al mismo tiempo tenía varios imitadores y epígonos. Varios escritores, como Svatopluk Hrnčíř o Jaroslav Velinský, se inspiraron en sus obras y escribieron sus continuaciones.
La Asociación de los Amigos de Jaroslav Foglar, fundada ya en los años 60 bajo el nombre del Club de los Amigos de Jaroslav Foglar, sigue existiendo hasta hoy en día; después de la Revolución de Terciopelo cambió su propósito de actividad coleccionista por la propagación de la obra de Foglar entre la gente joven.
Varios de sus críticos trataban de dudar de su perfil moral, lo que fue relacionado con el culto a su personalidad, creado por sus aficionados tanto como por él mismo. Los críticos literarios le reprochaban que los protagonistas de sus libros siempre están idealizados y que su estilo literario no es suficientemente elegante.

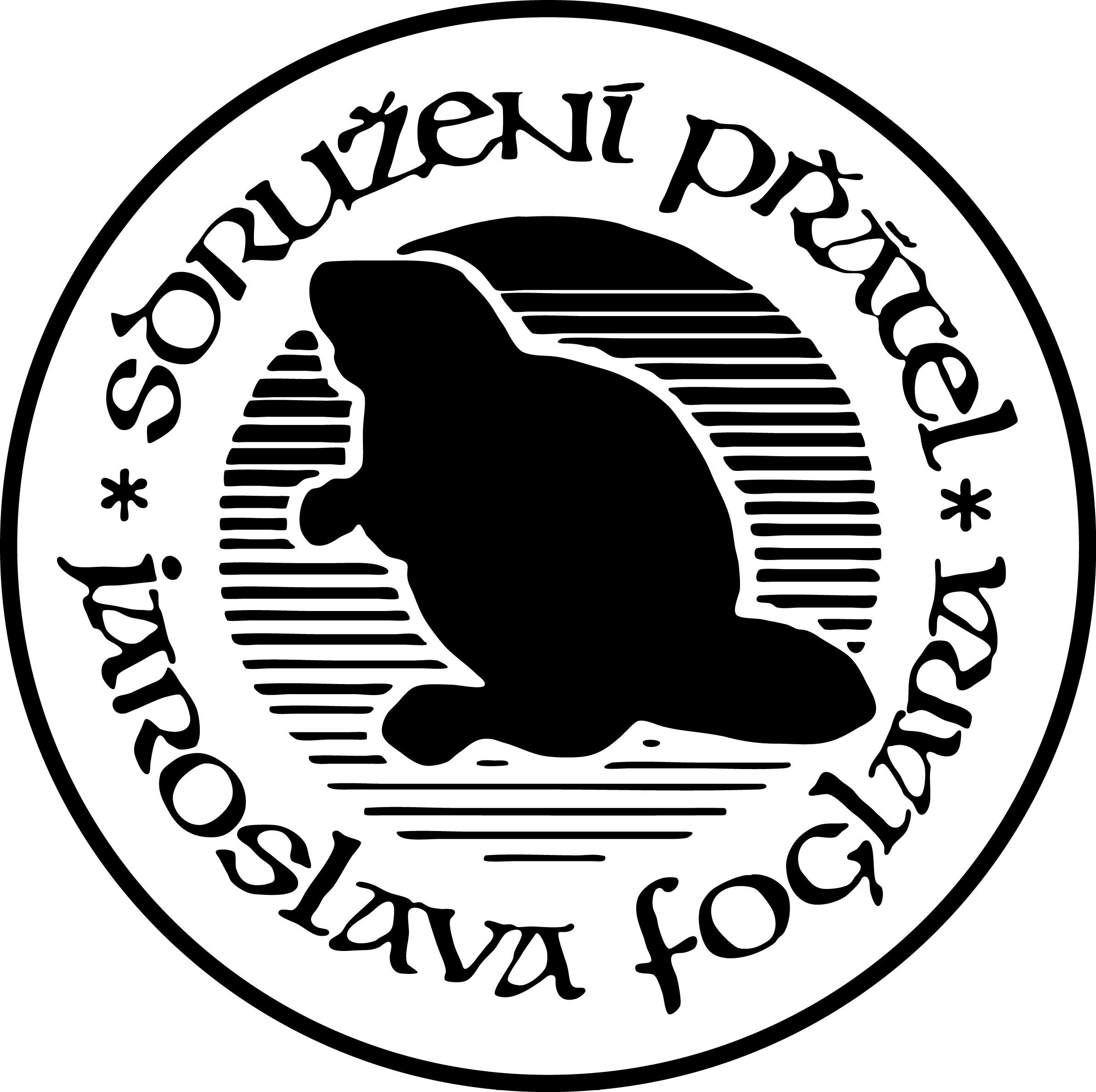
Sdružení přátel Jaroslava Foglara

## Colaboración con la «StB»
Foglar fue una de las pocas personas públicas que habían confesado públicamente su colaboración con los comunistas, muchos años antes de que las listas de los colaboradores fueran publicadas. Sin embargo, este tema obviamente sirvió como un buen estímulo para muchos de sus críticos; en 2002, el periodista Jaroslav Hanzel le acusó de ser un denunciante. El problema fue que Hanzel había tenido mala relación con Foglar ya desde el pasado, así que inició una causa injusta, pero muy bien aceptada por los medios de comunicación.

## Especulaciones sobre su orientación sexual
Después de la muerte de Foglar empezaron a aparecer especulaciones sobre su orientación sexual, basadas principalmente en el contenido de la mayoría de sus libros – las descripciones de una amistad y coexistencia idílica de muchachos jóvenes, la escasez casi total de chicas como protagonistas en sus libros, y también su larguísima participación en el Movimiento Scout. Fue otra vez Jaroslav Hanzel quien ayudó considerablemente a extender estas especulaciones, cuando en 1999 mandó a una revista un «informe médico» falsificado sobre la presunta homosexualidad de Foglar. Este informe fue evaluado como superficial y poco fiable.
La mayoría de los expertos a la obra de Foglar después de varios análisis bastante detallados está en contra de la hipótesis de su homosexualidad. Como una de las pruebas usan también el hecho de que en la vida de Foglar aparecieron varias mujeres con las que mantenía relaciones emocionales, aunque nunca llegó a ser el marido de ninguna de ellas.